# NGC 4878
NGC 4878 (również PGC 44747) – galaktyka spiralna z poprzeczką (SB0-a), znajdująca się w gwiazdozbiorze Panny. Odkrył ją William Herschel 23 marca 1789 roku.